# Rotenbühl

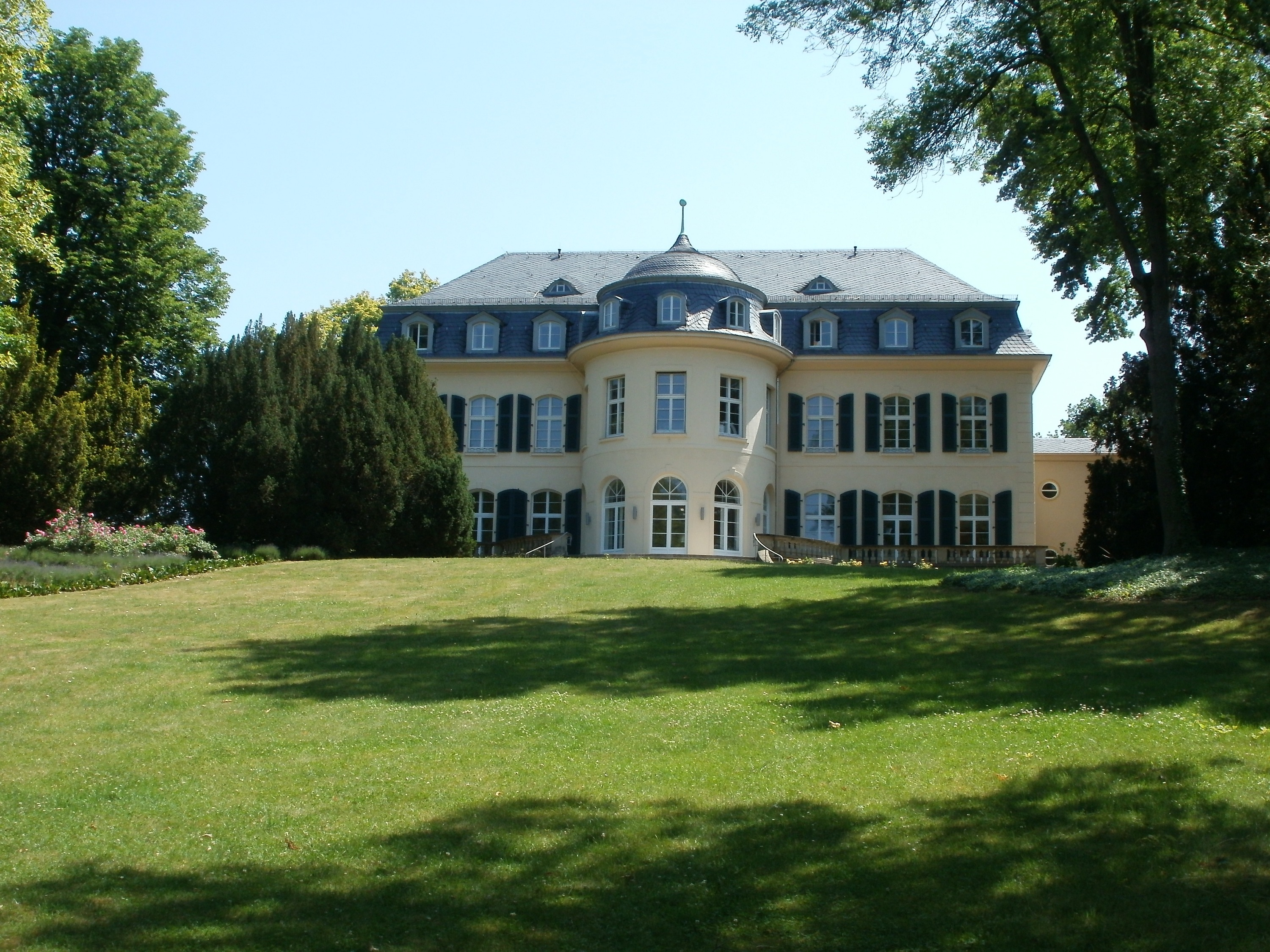
Deutsch-Französische Hochschule am Kohlweg (ehem. Villa Röchling)

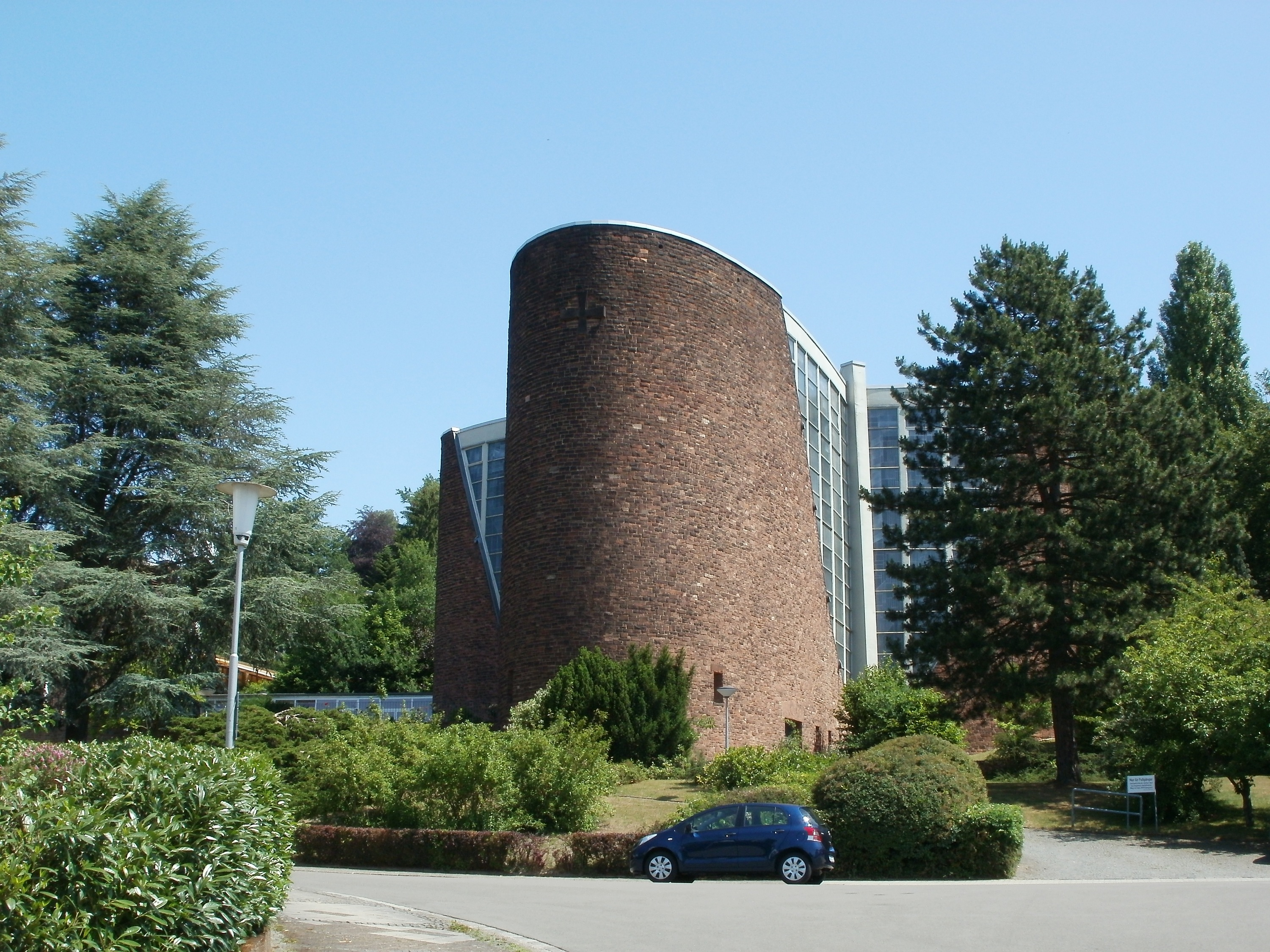
Katholische Pfarrkirche Maria Königin

Der Rotenbühl ist ein Teil des Saarbrücker Stadtteils Sankt Johann.

## Lage
Der Rotenbühl ist am  nordöstlichen Stadtrand gelegen, unweit dem Stadtwald. Er trägt die Bezirksnummer 136 sowie die Postleitzahl 66123. 2024 zählt der Rotenbühl über 6.600 Einwohner. Der Name kommt von dem überwiegend durch Eisenoxide rot gefärbten Buntsandstein, auf dem der Rotenbühl geologisch gesehen liegt, sowie von dem Wort „Büh(e)l“ = Anhöhe.

## Geschichte
Der Rotenbühl gehörte seit seiner Gründung dem heutigen Stadtteil Sankt Johann an. Somit gehört der Rotenbühl seit 1909 (Vereinigung der Städte St. Johann, Saarbrücken und Malstatt-Burbach zur Großstadt Saarbrücken) zu Saarbrücken, der heutigen Landeshauptstadt des Saarlandes. Der Rotenbühl liegt von der alten Kernstadt St. Johanns aus gesehen jenseits der Eisenbahnstrecke Saarbrücken - Mannheim, die im 19. Jahrhundert um die Stadt herum gebaut wurde. Der 1883 eröffnete Friedhof St. Johann darf als erste Siedlungsaktivität auf dem Rotenbühl betrachtet werden. Die erste Immobilie war die nach wie vor existierende und in den 30er Jahren umgebaute Brauerei Bruch in der Scheidter Straße im Jahre 1900. Ab ca. 1910 wurden neben repräsentativen Einzelgebäuden (z. B. Villa Hisch, Villa Herwig, Villa Bruch, Villa Heckel, Villa Röchling etc.) auch Wohngebäude mit Schwerpunkt um Scheidter Straße, Neugrabenweg und Gustav-Bruch-Straße erbaut. Diese erste Bebauungsphase endet in den 30er Jahren. 1928 wurde das Kloster für die Oblaten im Rotenbühler Weg erbaut (expressionistischer Baustil, heute leerstehend). Ab ca. 1950 wurden insbesondere die Bereiche um die Straßen Kobenhüttenweg, Kohlweg, Kaiserslauterer und St. Ingberter Straße mit Wohngebäuden bebaut. Dazu wurden 1960 bis 1970 große Teile des Waldes am Nordrand des Stadtteils abgeholzt.
In den 1950er Jahren wurden zudem die Pfarrkirche Maria Königin sowie die evangelische Christuskirche erbaut, beide 1959 eröffnet. 1964 wurde als dominantes Bauwerk das heutige Gymnasium am Rotenbühl erbaut (damals „Auguste-Viktoria-Schule“, Umzug aus der Talstraße auf den Rotenbühl).

## Bildung
Es existieren zwei Kindergärten. Das 1832 gegründete Gymnasium am Rotenbühl ist eine von 38 Eliteschulen des Sports in Deutschland und unterrichtet circa 900 Schüler (Stand: 2025). Ferner existiert hier die Fakultät für Wirtschaftswissenschaften der Hochschule für Technik und Wirtschaft des Saarlandes. Nicht weit entfernt liegt die Universität des Saarlandes.

## Sport und Freizeit
Im Stadtteil liegen das Schwarzenbergbad und angrenzend die Tennisanlagen zweier Tennisclubs. Das Stadion am Kieselhumes ermöglicht Leichtathletik, Fußball, Tennis, außerdem existiert der Sportplatz am Waldhaus. Zur Naherholung bietet sich neben dem Stadtwald auch der Prinzenweiher an und der nicht weit entfernte Wildpark.

## Verkehr
Den Rotenbühl fahren die Buslinien 102, 106, 107, 109, 111 und 136 sowie diverse weitere Schulverstärkerlinien (zum Beispiel 842 oder 836) der Saarbahn GmbH an, sowie die Linie 150 der Firma Baron-Reisen. Am Rande des Wohngebietes liegt der Haltepunkt Saarbrücken Ost der DB-Regio-Bahnlinien RB68, RB70 und RB71.
Mit den Haupterschließungsachsen Scheidter Straße und Kaiserslauterer Straße besitzt der Rotenbühl für den ÖPNV und den Individualverkehr auch Durchgangsfunktion, was mit stärkerem Verkehrsaufkommen auf diesen Achsen einher geht (z. B. Verkehr zur Universität, zu den Stadtteilen Eschberg und Dudweiler sowie zwischen den Achsen Landstraße 252 und Autobahn 620).

## Kirchen
- Evangelische Christuskirche Rotenbühl
- Katholische Pfarrkirche Maria Königin

## Vereine
- Tennisclub Rotenbühl e. V.
- Deutsch-Griechische Gesellschaft Saar e. V.

## Belege
1. ↑  Zahlen, Daten und Fakten. Landeshauptstadt Saarbrücken. Landeshauptstadt Saarbrücken, abgerufen am 25. Januar 2025.
2. ↑  Der Rotenbühl - CDU Rotenbühl. Abgerufen am 25. Januar 2025.
3. ↑  Saarbrücker Augenblicke, 1982